# James Robert Mann (político da Carolina do Sul)
James Robert Mann (Greenville, 27 de abril de 1920 - 20 de dezembro de 2010) foi um soldado, advogado e político norte-americano.